# HD20880
HD20880 є хімічно пекулярною зорею спектрального класу
A3 й має видиму зоряну величину в смузі V приблизно  7,9.

## Пекулярний хімічний вміст
Зоряна атмосфера GSC9158-1390 має підвищений вміст 
Cr
.